# 久我篤立
久我 篤立（くが とくりゅう、1861年9月5日（文久元年8月1日） - 1943年（昭和18年）3月19日）は、日本の僧侶。曹洞宗總持寺独住第14世貫首。大僧正、龍拈寺管長。

## 来歴
三河国（愛知県）生まれ。8歳で出家、のち良洞巨介の法をつぐ。1885年曹洞宗大学林（現駒澤大学）卒業。同年、法尺寺住職、1887年豊橋の竜拈寺管長。のち曹洞宗師家竜拈寺認可僧堂専門、僧堂開単、愛知県第二曹洞宗宗務所長を務めた。また私立豊橋幼稚園長、愛知県社会教育委員、豊橋連合市会副議長、豊橋市仏教連合会顧問などを兼務。軍人布教師や自治団体、社会事業の公職を務め、豊橋育児院をつくるなど社会事業にも尽力した。1943年總持寺独住第15世貫首に就任。同年3月19日遷化、82歳。